# Japygophana peloti
Japygophana peloti är en insektsart som beskrevs av George Clifford Carl 1921. Japygophana peloti ingår i släktet Japygophana och familjen vårtbitare. Inga underarter finns listade i Catalogue of Life.